# Cratere Sokol
Sokol  è un cratere sulla superficie di Marte.